# Ère Kōan (Kamakura)
Pour les articles homonymes, voir Ère Kōan.

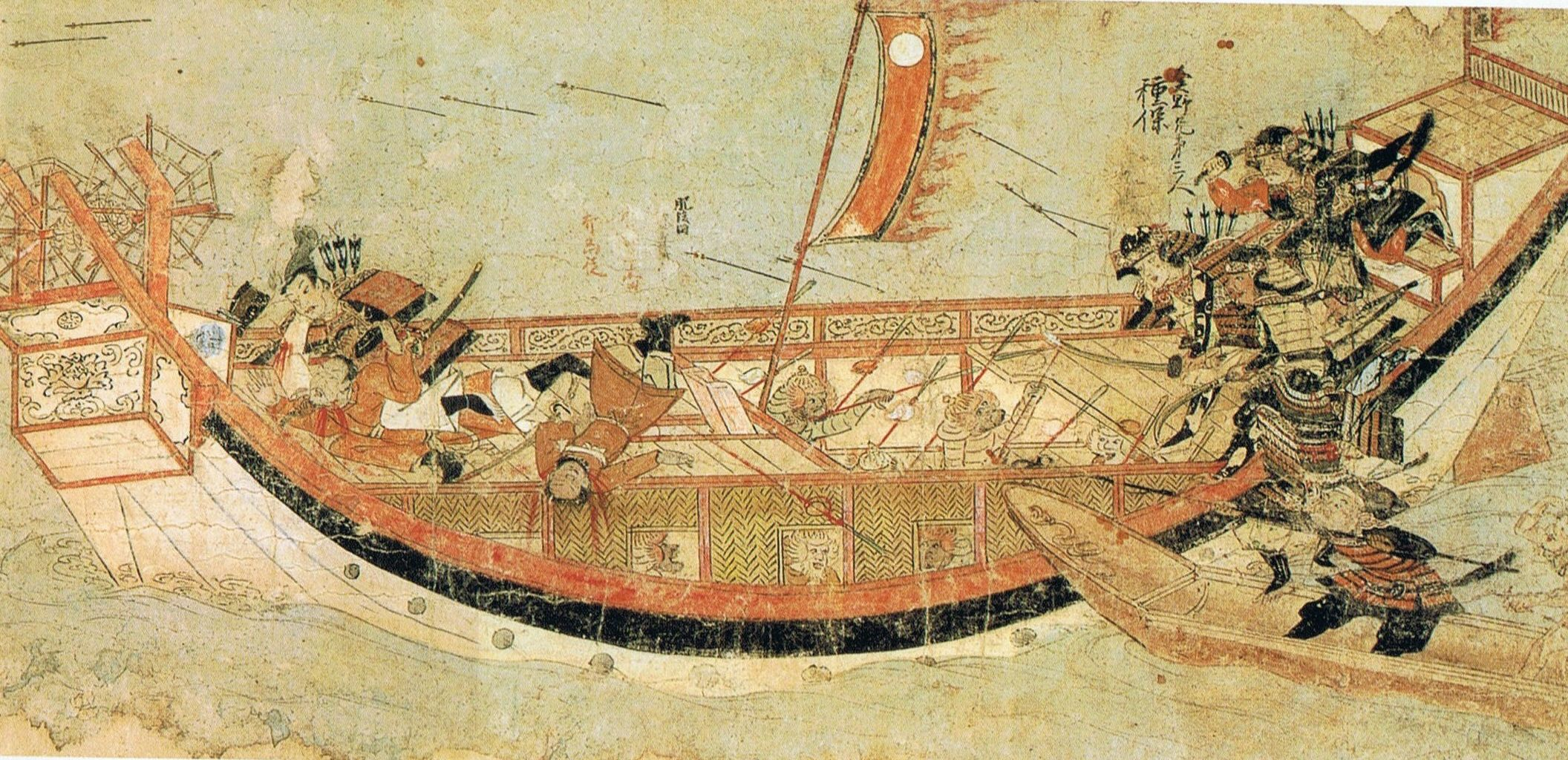
Samouraï japonais attaquant un navire mongol, 1293 (auteur inconnu)

L'ère Kōan (弘安) est une des  ères du Japon (年号, nengō, lit. « nom de l'année ») après l'ère Kenji et l'ère Shōō. Cette ère couvre la période allant du mois de février 1278 au mois d'avril 1288. Les empereurs régnants sont Go-Uda-tennō (後宇多天皇) et Fushimi-tennō (伏見天皇).

## Changement d'ère
- 1278 Kōan gannen (弘安元年?) : Le nom de la nouvelle ère est créé pour marquer un événement ou une série d'événements. L'ère précédente se termine là où commence la nouvelle, en Kenji 4.

## Événements de l'ère Kōan
- 1297 (Kōan 10, 10e mois) : Drant la quatorzième année du règne de Go-Uda-tennō (後宇多天皇14年), l'empereur abdique et la succession (senso) est reçue par son cousin. peu après, l'empereur Fushimi est déclaré avoir accédé au trône (sokui)[3].

| Shōō      | 1re  | 2e   | 3e   | 4e   | 5e   | 6e   | 7e   | 8e   | 9e   | 10e  | 11e  |  |
| Grégorien | 1278 | 1279 | 1280 | 1281 | 1282 | 1283 | 1284 | 1285 | 1286 | 1287 | 1288 |  |